# Гурфов, Азамат Умарбиевич
Азамат Умарбиевич Гурфов (род. 27 февраля 1994, Нальчик, Россия) — российский футболист, полузащитник. Мастер спорта России.

## Карьера
Воспитанник клуба «Спартак-Нальчик». С 2011 года выступал за молодёжную команду. С 2013 года выступал за основную команду. Летом 2017 года перешёл в курский «Авангард», в составе которого стал финалистом Кубка России, в полуфинале против «Шинника» (1:0) отыграв весь матч. В июне 2018 года подписал контракт с «Армавиром». В 2020—2023 годах защищал цвета «Кубани».

## Достижения
- Финалист Кубка России: 2017/18
- Победитель зоны «Юг» Второго дивизиона (2): 2015/16, 2020/21